# 海上田园
海上田园是一个位于中國廣東省深圳市西部寶安區沙井街道的海上休闲度假及生态旅游景区，也是深圳是深圳最大的一座生態文化主題旅遊景區，面積1.73平方公里，西臨珠江出海口，2001年9月29日開始營業。

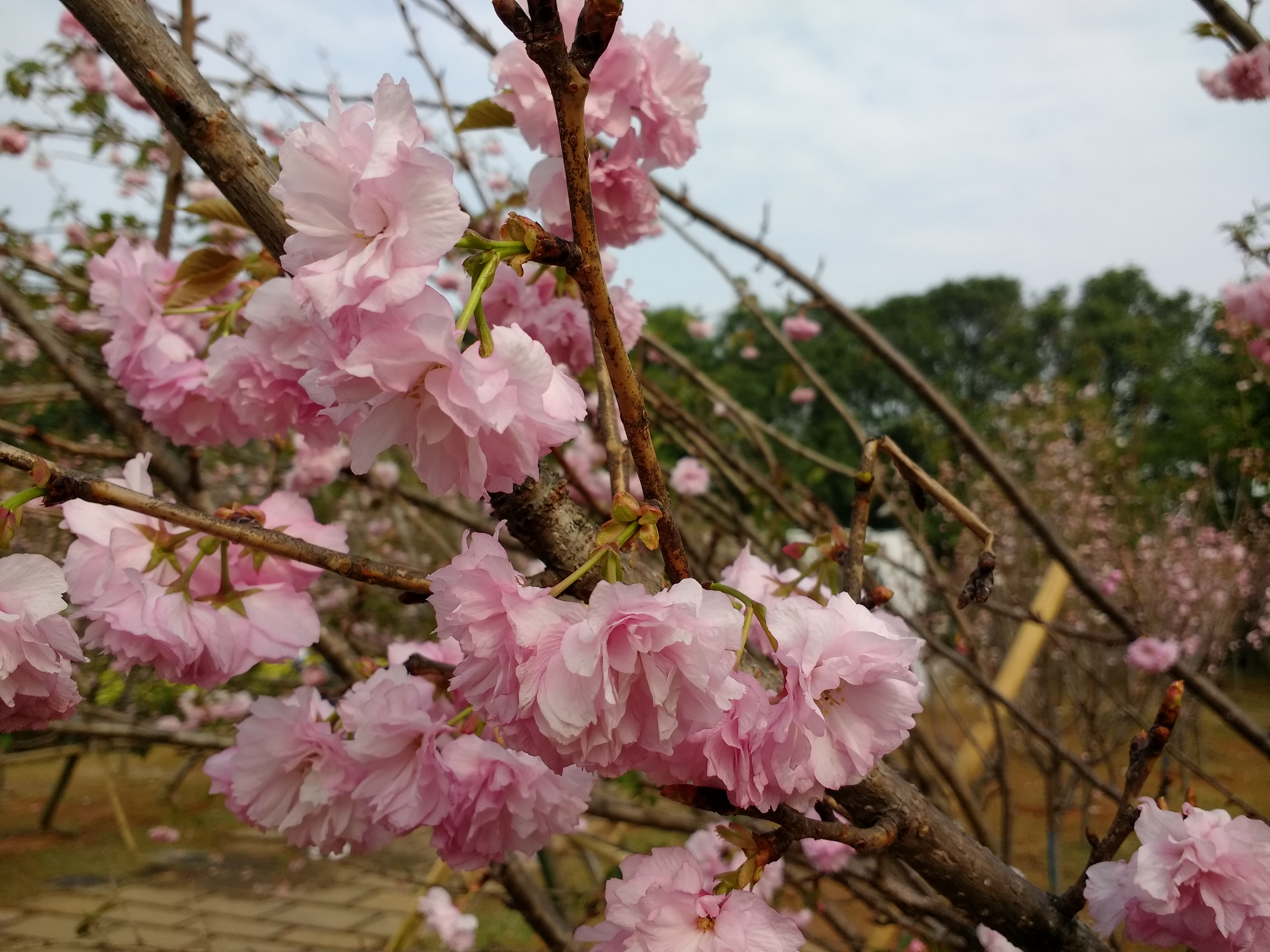
樱花
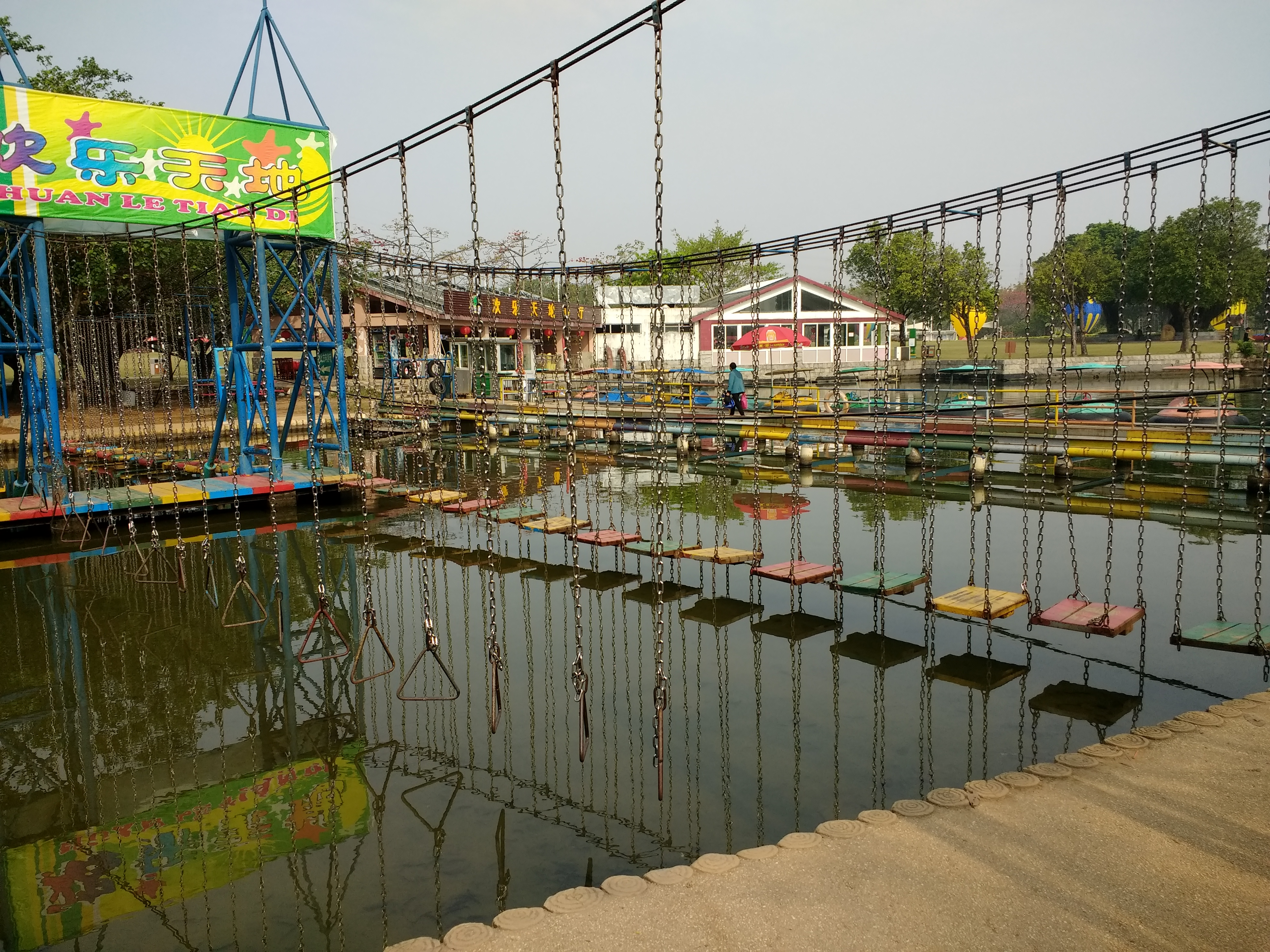
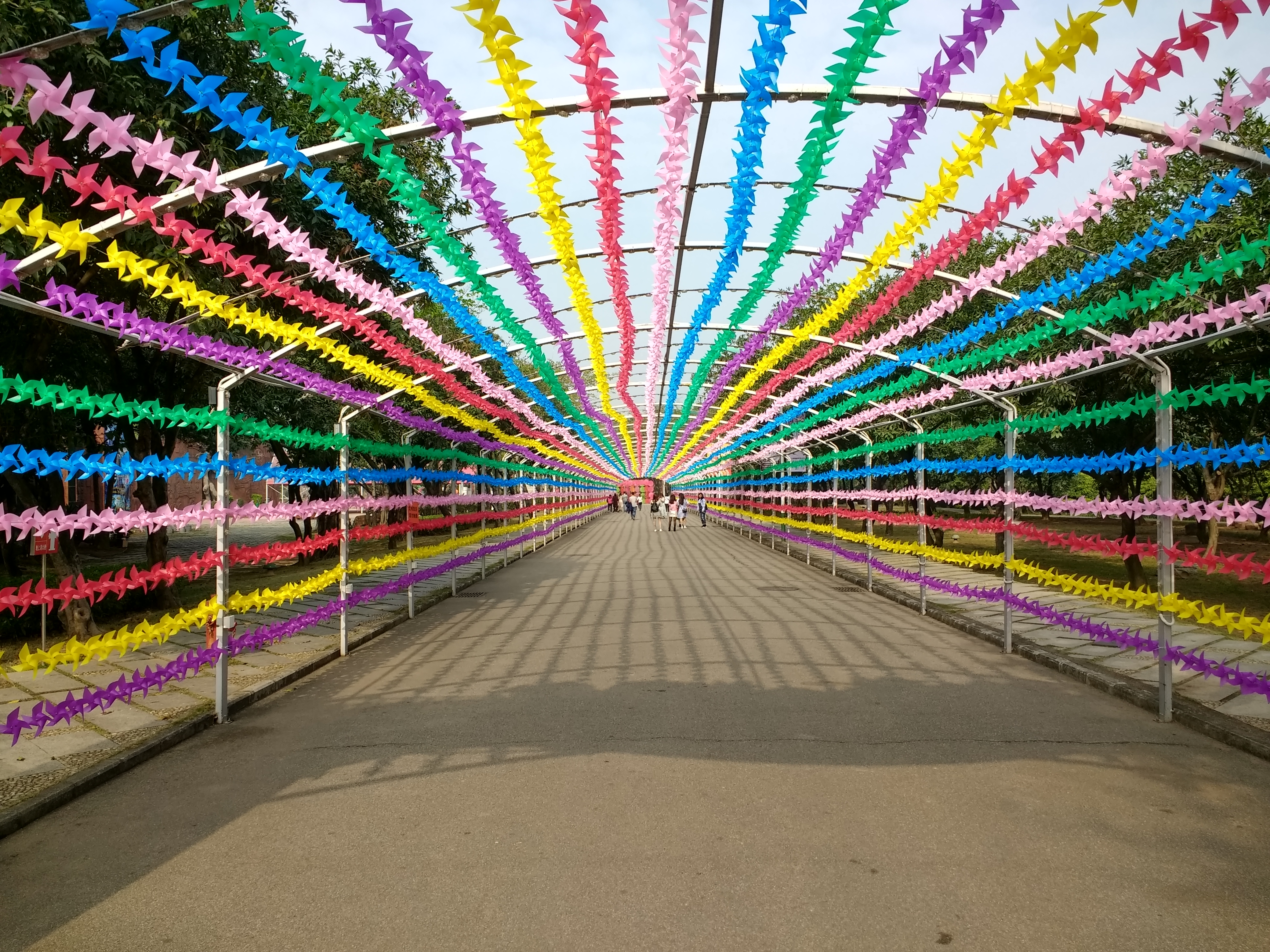

## 外部連結
- 海上田园 （页面存档备份，存于）